# Пока не выпал снег…
Пока не выпал снег… — советский цветной художественный фильм режиссёра Игоря Апасяна. Снят в 1984 году Вторым творческим объединением на Одесской киностудии по заказу Государственного комитета Совета министров СССР по телевидению и радиовещанию.

## Сюжет
Две линии первой любви разных поколений, сложности семейных взаимоотношений родителей и их детей.
Готовясь к неожиданной встрече спустя 20 лет с бывшими одноклассниками, зрелая женщина вспоминает забытые школьные годы, свою первую романтическую любовь. Когда-то это вызвало порицание и осуждение окружающих, из-за чего молодым влюблённым пришлось расстаться. И грустная память о своей первой любви помогает матери понять сына-старшеклассника, его влюблённость.

## В главных ролях
- Наталья Сайко — Лариса Александровна Морозова
- Александр Пороховщиков — Михаил Львович, муж Ларисы
- Елена Соловей — Нина, бывшая одноклассница Ларисы
- Максим Киселёв — Николай, сын Ларисы и Михаила (озвучивает Вячеслав Баранов (нет в титрах))
- Евгения Добровольская — Алика (Алла) Скороходова

## В ролях
- Ольга Машная — Лариса Морозова в юности
- Сергей Быстрицкий — Ольховский, первая любовь Ларисы
- Борис Гусаков — Семён Скороходов, отец Алики

## Съёмочная группа
- Авторы сценария: Елена Щербиновская, Людмила Абрамова, при участии Игоря Апасяна
- Режиссёр-постановщик — Игорь Апасян
- Главный оператор — Леонид Бурлака
- Художник-постановщик — Анатолий Наумов
- В фильме использована музыка композиторов: Евгения Крылатова, Валерия Зубкова
- Режиссёр — Надежда Бессокирная
- Оператор — Сергей Тартышников
- Художники:

по костюмам — Т. Поддубная
по гриму — Р. Молчанова
- Звукооператор — А. Николаевский
- Монтаж — Т. Рымаревой
- Художник-декоратор — Р. Собко
- Редактор — О. Жукова
- Музыкальный редактор — Е. Витухина
- Комбинированные съёмки:

оператор — А. Талдыкин
- Ассистенты:

режиссёра — Т. Комарова, Л. Киян, А. Коршунова
монтажёра — В. Филаретова
- Административная группа: Г. Верёвочкина, Л. Позднякова, И. Финкель, В. Клопот
- Директор картины — Вольдемар Дмитриев

## Технические данные
- Фильм снят на плёнке Шосткинского производственного объединения «Свема».

## Награды
- 1985 — Приз XI Всесоюзного фестиваля телефильмов в Киеве «За убедительное отражение проблем воспитания на экране»[2][3].

## Факты
- Музыкальная тема композитора Евгения Крылатова уже использовалась в 1977 году в фильме «Смятение чувств».

Музыка в фильме до этого звучала и в фильме "Цыган" 1979 года